# EHF Beachhandball Championship 2022
Das EHF Beachhandball Championship 2022 war die erste Veranstaltung seiner Art als kontinentales Turnier im Beachhandball in Europa.
Das EHF Beachhandball Championship 2022 war das Qualifikationsturnier für die Europameisterschaften 2023. Während die stärksten Mannschaften im Jahr nach einer Europameisterschaft bei Turnieren wie den Weltmeisterschaften, den World Games oder den World Beach Games im Einsatz waren, konnten hier die schwächeren Mannschaften der letzten EM nun auch im Rahmen eines Turniers weitere Erfahrungen unter Turnierbedingungen sammeln.
Der erste Wettbewerb wurde parallel zu den Junioren-Europameisterschaften des Jahres in Prag durchgeführt.
| Frauen Details | Prag, Tschechien 7.–10. Juli 2022 | Ungarn      | 2:1 | Polen  | Kroatien | 2:0 | Frankreich |
| Männer Details | Prag, Tschechien 7.–10. Juli 2022 | Deutschland | 2:1 | Ungarn | Ukraine  | 2:1 | Türkei     |

## Platzierungen
| Nation         | Frauen | Männer |
| -------------- | ------ | ------ |
| Deutschland    | 0–     | 01     |
| Frankreich     | 04     | 05     |
| Italien        | 05     | 07     |
| Kroatien       | 03     | 0–     |
| Niederlande    | 0–     | 10     |
| Polen          | 02     | 09     |
| Rumänien       | 08     | 08     |
| Schweden       | 0–     | 06     |
| Schweiz        | 10     | 11     |
| Slowakei       | 08     | 0–     |
| Tschechien     | 11     | 12     |
| Türkei         | 07     | 04     |
| Ukraine        | 06     | 03     |
| Ungarn         | 01     | 02     |
| Teilnehmerzahl | 11     | 12     |

## Offizielle
Schiedsrichter
Für die EHF Beachhandball Championship wurden 14 Schiedsrichterpaare und 14 Delegierte der EHF berufen. Sowohl die weiblichen Paarungen als auch die männlichen Paarungen wurden ohne Rücksicht auf die Geschlechter in beiden Turnieren eingesetzt. Da bis zu drei Spiele gleichzeitig durchgeführt wurden, kamen die Schiedsrichterpaare wie auch die Delegierten vergleichsweise oft zum Einsatz.
| - Jesper Stumpfe - Bjarne Deiters - Cédric Daré - Mathieu Fanack - Marilisa Sardisco - Stefano Pipitone | - Lena Gojavić - Dunja Janton - Morten Deding Søe - André Haar Visholm - William Weijmans - Rick Wolbertus | - Anna Gaweł - Edyta Jaworska - Nádia Lemos - Ana Barbosa - Daniela Andreea Enache - Corina Floriana Constantin | - Mike Jaun - Stefan Kurth - Anja Pantić - Irena Andjusić - Sergio Martínez - Víctor Rollán | - Adam Hill - Matěj Oškera - Hanna Silvestrova - Marton Szedmák |

EHF-Delegierte
| - Ernest Aghakishi - Mário Bernardes - Ferenc Bonifert | - Ana Díez Fernández - Jelena Erić - Levan Gelashvili | - Marek Góralczyk - Mateja Kavčič - Nevena Krajcar | - Ştefan Romeo Mihai - Jiří Opava - Fernando Ramos Lopez | - Marco Trespidi - Lada Trojková |